# Človečnost in papirnati baloni
Človečnost in papirnati baloni (人情紙風船, Ninjō Kami Fūsen) je japonski črno-beli dramski film iz leta 1937, ki ga je režiral Sadao Jamanaka po scenariju Šintara Mimure in temelji na igri Mimure. V glavnih vlogah nastopajo Čodžuro Kavarasaki, Kanemon Nakamura in Šizue Jamagiši. Je eden od le treh preživelih filmov Jamanake, ki jih je posnel 26, in tudi njegov zadnji film. Velja za njegovo najboljše delo, ki govori o zatonu človečnosti v fevdalnem Edu. S subtilno ironijo in sočutjem prikazuje najnižje sloje, ki se z revščino spopadajo s pijančevanjem, goljufanjem, kockanjem in drugimi kriminalnimi dejanji ter samomori. Premierno je bil prikazan 25. avgusta 1937, 3. novembra 2020 pa v restavrirani 4K različici na Mednarodnem filmskem festivalu v Tokiu.

## Vloge
- Čodžuro Kavarasaki kot ronin Unno Matadžuro
- Kanemon Nakamura kot Šinza
- Šizue Jamagiši kot Otaki
- Noboru Kiritači
- Curuzo Nakamura kot Genko
- Čoemon Bando kot Jabuši
- Suzeko Suketakaja kot najemodajalec
- Emitaro Ičikava kot Jatagoro